# 빅웨이브
빅웨이브(2009년 3월 14일 ~ )는 대한민국의 래퍼다. 2023년 싱글 [Again&Again]으로 데뷔했다.

## 방송
- 드랍더비트 (2022) - Top48(42위)
- 쇼미더머니 11 (2022) - 1차 예선 탈락

## 음반
- Again&Again (2023)

## 피처링
- D1PSOWNIK <Marathon> (2023)
- D1PSOWNIK <Wow!> (2023)
- Roiway <WAVE WAY> (2024)